# Pelotonstocht
Een pelotonstocht is een toertocht bij het schaatsen en skaten, waar men een parcours van begin tot einde gezamenlijk aflegt in een vooraf bepaald tempo. Vooraan in het peloton rijden meerdere tempobepalers, waarachter het peloton rijdt. Bij het skaten wordt het tempo veelal bepaald door 2 wielrenners. Het peloton bestaat dan veelal uit 2 lange slierten. Bij een pelotonstocht is het niet gebruikelijk, dat je elkaar inhaalt. Een rijder die het tempo niet bij kan houden, wordt natuurlijk wel ingehaald. Als je het tempo niet bij kan houden, moet je bij veel tochten in de volgbus stappen.
Fridaynightskate is ook een vorm van pelotonstocht, maar hier rijdt men gewoonlijk wél naast elkaar.